# Edmundas Jonyla
Edmundas Jonyla (ur. 6 maja 1952 w Paklaniai) – litewski inżynier i polityk. Poseł na Sejm Republiki Litewskiej.

## Życiorys
W 1975 uzyskał tytuł inżyniera na Litewskiej Akademii Rolniczej.
W latach 1975–1978 pracował jako główny kontroler w warsztacie naprawczym w Litewskim Stowarzyszeniu Producentów Rolniczych. 1978-1983 - sekretarz Komunistycznego Związku Młodzieży Okręgu Rosienie. Od 1983 kierownik Departamentu Rolnictwa Komitetu Komunistycznej Partii Dystryktu Rosienie. Od 1992 do 1995 założyciel przedsiębiorstw produkcyjnych i handlowych, których główną działalnością jest sprzedaż dóbr konsumpcyjnych. W 1996 objął stanowisko dyrektora w firmie UAB "Gabšių žuvis", rok później został dyrektorem produkcji w UAB Norvelita w Rosieniach. Od 2007 ma swoją własną firmę D. Jalonien z sektora rolnictwa.
W 2012 przyjął propozycję kandydowania do Sejmu z ramienia Litewskiej Partii Socjaldemokratycznej. W wyborach w 2012 uzyskał mandat posła na Sejm Republiki Litewskiej.